# 布鲁瓦 (瓦兹省)
布鲁瓦（法語：Broyes，法語發音：[bʁwa]）是法国瓦兹省的一个市镇，属于克莱蒙区。

## 地理
布鲁瓦（49°37'42"N, 2°27'25"E）面积4.8 平方千米，位于法国上法蘭西大區瓦兹省，该省份为法国北部内陆省份，北起索姆省，西接厄尔省和滨海塞纳省，南至塞纳-马恩省和瓦兹河谷省，东临埃纳省。
与布鲁瓦接壤的市镇（或旧市镇、城区）包括：普兰维尔、塞雷维莱尔、韦勒-佩雷讷、勒卡尔多努瓦、方丹苏蒙迪迪耶、维莱图尔内勒。

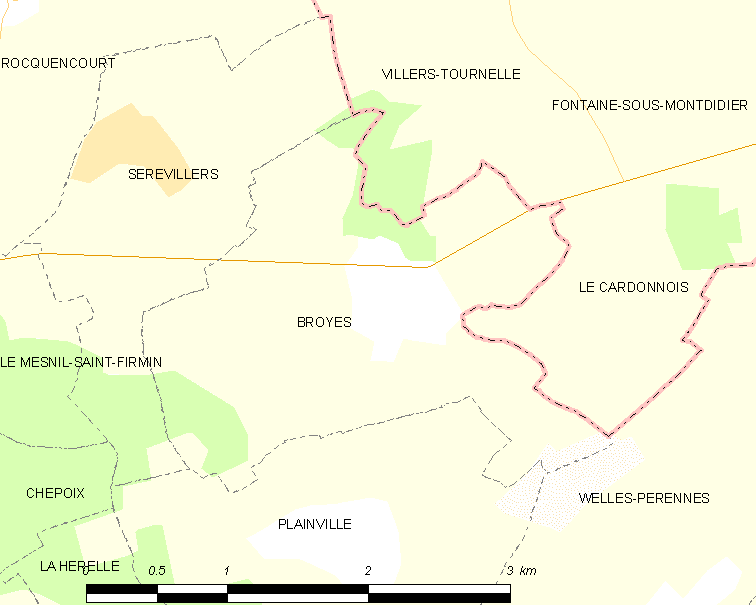
的OSM定位图

布鲁瓦的时区为UTC+01:00、UTC+02:00（夏令时）。

## 行政
布鲁瓦的邮政编码为60120，INSEE市镇编码为60111。

## 政治
布鲁瓦所属的省级选区为圣瑞斯特昂绍塞县。

## 人口

1962-2008年间人口变化图示

布鲁瓦于2022年1月1日时的人口数量为143人。